# Kuźnica
Kuźnica è un comune rurale polacco del distretto di Sokółka, nel voivodato della Podlachia.
Ricopre una superficie di 133,41 km² e nel 2004 contava 4 312 abitanti.